# Thetan
A la Cienciologia, el concepte del thetan (/ θ eɪ t ən /) és similar al concepte d'un mateix, o l'esperit o ànima que es troben en diversos altres sistemes de creences. El terme es deriva de la lletra grega Θ, theta, que en les creences de la Cienciologia representa «la font de la vida, o la vida mateixa». Es creu que és el thetan, no el sistema nerviós central, qui mana al cos a través dels punts de comunicació.
Thetan s'han descrit en l'Església de Cienciologia de diverses maneres.
- Un «thetan és un ens espiritual immortal, l'ànima humana».[3]
- «L'ens que és l'individu i que mou i viu en el cos».[1]
- «Un thetan no és una cosa, un thetan és el creador de les coses».[1]
- Un thetan és «la persona mateixa», no el seu cos o el seu nom, l'univers físic, la seva ment o qualsevol altra cosa, el que és conscient d'ésser conscient, la identitat que és l'individu. El thetan és el més familiar per a tots, com «tu».[1]

D'acord amb l'Església de Cienciologia, L. Ron Hubbard va descobrir el concepte del thetan a començaments de la dècada de 1950, basant-se en els informes dels practicants de dianética sobre les experiències de vides passades. Encara que el terme és comparable a una ànima, un thetan es pot connectar a diverses persones al llarg del temps. Un objectiu important en cienciologia és arribar a ser un Thetan com Thetan Operatiu.

## Thetan a la doctrina de Cienciologia
El terme i el concepte van ser definits pel fundador de la cienciologia L. Ron Hubbard, qui va adoptar la lletra grega theta (Θ) per representar «la font de la vida i la vida mateixa». Hubbard va presentar per primera vegada les seves idees de «theta-beings» en una sèrie de conferències de març de 1952. Va atribuir l'encunyació de la paraula a la seva esposa Mary Sue. Com a punt essencial de la doctrina de la cienciologia, la identitat i l'autoconsciència d'una persona provenen per complet d'un thetan. És redundant referir-se al «thetan d'una persona» perquè la persona no existeix de manera independent.
L. Ron Hubbard una vegada va definir un thetan com: «,.. sense massa, sense longitud d'onda, sense energia, sense qualitats mesurables i sense temps ni ubicació a l'espai, excepte per consideració o postulat. L'esperit no és una cosa. És el creador de coses». En una sèrie de conferències publicada més tard com el llibre (The Phoenix Lectures), va remarcar de broma un estudi que implicava que un «Thetan» manifesta una petita però mesurable quantitat de massa:
| « | D'alguns experiments realitzats fa uns quinze o vint anys, un thetan pesava al voltant 45 gram]. Qui va fer aquests experiments? Bé, un metge va fer aquests experiments. Va pesar a les persones abans i després de la mort, retenint qualsevol massa, la persona, el llit i tot, i va descobrir que el pes va caure en el moment de la mort aproximadament 45 grams i algunes d'elles 60 grams. (Van ser súper thetans!. | » |

Encara que Hubbard no va nomenar el metge involucrat, Duncan MacDougall sí va intentar mesurar el pes dels pacients moribunds per determinar el pes de l'ànima, encara que els experiments de MacDougall van tenir lloc uns cinquanta anys abans de les conferències d'Hubbard, no quinze o vint, i en general no es considera que tinguin validesa científica.
D'acord amb el fill d'Hubbard, Ronald DeWolf —nascut L. Ron Hubbard, Jr.—, el seu pare va afirmar que els thetans són immortals i perpetus, que s'han forjat a si mateixos a l'existència en algun moment fa diversos trilions anys. Després que es van originar, els thetans van generar «punts per veure» o «punts de dimensió», cosa que va provocar la creació de l'espai. Van estar d'acord en què els punts de dimensió d'altres thetans existien, el que va donar lloc a l'existència de tot l'univers. Tota la matèria, energia, espai i temps existeix únicament perquè el thetan «accepta» que existeix.
Al passat primordial, segons les ensenyances de la cienciologia, «els thetans van portar l'univers material en gran part per al seu propi plaer..-» Es creu que l'univers no té una realitat independent, sinó que deriva la seva realitat aparent del fet que per a la majoria dels thetans existeix. Els cienciòlegs creuen que els thetans van caure de la gràcia quan van començar a identificar-se amb la seva creació, en lloc del seu estat original de puresa espiritual. Eventualment, van perdre la memòria de la seva veritable naturalesa, juntament amb els associats poders espirituals i creatius. Com a resultat, els thetans van arribar a pensar que no eren més que éssers reencarnats.
Es creu que els thetans reneixen una vegada i una altra en cossos nous a través d'un procés nomenat «successió» que és anàleg a la reencarnació. Dell deChant i Danny Jorgensen comparen la cienciologia amb l'hinduisme, en el sentit que tots dos atribueixen una relació causal entre les experiències d'encarnacions anteriors i la vida actual de si mateix. Amb cada renaixement, es creu que els efectes de l'univers «MEST» —MEST aquí representa la matèria, l'energia, l'espai i el temps— en thetan es tornen més forts.
Jon Atack, el llibre del qual A Piece of Blue Sky detalla com va arribar al nivell «The Operating Thetan V» abans d'abandonar la cienciologia, descriu les doctrines d'Hubbard sobre thetans: «Thetans són éssers que tot ho saben i es van avorrir perquè no hi havia sorpreses. Hubbard va afirmar que el desig més important en tots els éssers és tenir un 'joc'. Per tenir un 'joc' era necessari 'no saber' unes certes coses, per la qual cosa unes certes percepcions eren negades». Com els thetans sabien tot, això requeria que abandonessin o suprimissin les percepcions i el coneixement del temps, la pèrdua de percepció es va acumular i certs thetans van començar a causar mal a altres. Els éssers MEST (físics) també van cercar «atrapar" thetans per controlar-los. Els thetans van arribar a aprendre contrició, castigant-se a ells mateixos pels seus propis actes «nocius».
Segons Hubbard, una part essencial del joc dels thetans era «la conquesta» de la matèria, l'energia, l'espai i el temps per la força vital, theta. Això ha produït múltiples universos que han acabat i començat en successió, cadascun és més sòlid que l'anterior. Els thetans ara s'han mesclat tant a l'univers físic que molts s'han identificat completament amb ell, oblidant els seus quadrilions d'anys d'existència i els seus poders piadosos originals.
La noció de cienciologia del thetan difereix d'altres religions, com el judaisme i el cristianisme, en tres formes significatives. Mentre que d'altres sistemes de creences «fusionen el concepte de cos i ànima», el thetan és «separat i independent». També a diferència de la tradició judeocristiana, els cienciòlegs creuen que el thetan «en va viure moltes, potser milers de vides», diferent de la noció cristiana de pecat original, la cienciologia creu que el thetan és bàsicament bo, però «ha perdut contacte amb la seva veritable naturalesa».
L'erudit religiós Richard Holloway escriu que els thetans no van ser creats, sinó que es van crear a si mateixos, adoptant i creant el cos humà com un vehicle o existència.

## Thetans i mort
Els no cienciòlegs Joel Sappell i Robert Welkos van descriure en un article de 1990 en la revista Times com els cienciòlegs creuen que quan una persona mor -o, en termes de Cienciologia, quan un thetan abandona el seu cos físic- va a una «estació d'aterratge» al planeta Venus, on el thetan es reimplanta i diu mentides sobre la seva vida passada i la seva pròxima vida. Els venusians prenen el thetan, el «capsulen» i 
l' envien de tornada a la Terra per ésser llançat a l'oceà enfront de les costes de Califòrnia. Cita a Hubbard dient: «si pots sortir d'això, i després, deambular per les ciutats i trobar una noia que sembla que es casarà o tindrà un bebè o una cosa així, està tot llest. I si pots trobar la sala de maternitat en un hospital, està bé. I finalment acabes recollint un bebè ».
Mentre que la descoberta d'Hubbard del thetan que va conduir al desenvolupament d'una cosmologia elaborada, l'estructura doctrinal que ell va crear es basa en les següents proposicions: «L'home és un ens espiritual immortal. La seva experiència s'estén molt més enllà d'una vida única. Les seves capacitats són il·limitades, també si no es realitzen actualment».

## Thetan operatiu
En correspondència amb la doctrina de la Cienciologia, existeix un thetan que opera en un cos humà o no. Cienciologia s'anuncia a si mateixa com capaç de «rehabilitar» el thetan d'un practicant en un estat on l'individu pot operar amb o sense un «cos de carn». El terme «thetan operatiu» s'aplicaria aleshores com ho fa quan un individu és en un cos. Els nivells d'Operació Thetan (OT) són els cursos de nivell superior a la cienciologia.
L'Església defineix «Operar Thetan» com «la causa sàvia i voluntària sobre la vida, el pensament i la matèria, l'energia, l'espai i el temps (MEST)». L'Església de Cienciologia estableix com un punt de doctrina que un individu existeix amb o sense un cos.